# Rondonópolis (gemeente)
Rondonópolis is een gemeente in de Braziliaanse deelstaat Mato Grosso. De gemeente telt 222.316  inwoners (schatting 2017).

## Aangrenzende gemeenten
De gemeente grenst aan Itiquira, Juscimeira, Pedra Preta, Poxoréu, Santo Antônio do Leverger en São José do Povo.

## Economie
Grupo Petrópolis, een Braziliaanse brouwerijgroep, heeft hier een vestiging.

## Sport
De plaatselijke voetbalclubs zijn Rondonópolis EC, SE Vila Aurora en União EC.

## Bekende inwoners van Rondonópolis

### Geboren
- Tiago Prado (1984), voetballer

### Overleden
- Jean Schramme (1929-1988), Belgisch koloniaal en huurlingenleider